# Rue Pierre-Lescot
La rue Pierre-Lescot est une voie située dans le 1er arrondissement de Paris, en France.
 Elle ne doit pas être confondue avec l'ancienne rue Pierre-Lescot, située entre la rue Saint-Honoré et le palais du Louvre, disparue lors du prolongement de la rue de Rivoli dans les années 1850.

## Situation et accès
La rue Pierre-Lescot est orientée globalement nord-sud, dans le 1er arrondissement de Paris, à proximité du forum des Halles. Elle débute au sud au niveau du 20, rue Berger et se termine 315 m au nord au niveau du 14, rue de Turbigo et du 17, rue Étienne-Marcel.
La voie est rejointe ou traversée par plusieurs rues perpendiculaires ; du sud au nord :
- nos 8-10 (côté est) : rue de la Cossonnerie ;
- nos 14-16 (côté est) : rue des Prêcheurs ;
- nos 7-9 et 16-18 : rue Rambuteau ;
- nos 11-15 et 20-22 : rue de la Grande-Truanderie ;
- nos 17-19 et 26-28 : rue du Cygne.

Entre la rue Berger et la rue Rambuteau, la rue Pierre-Lescot est longée sur son côté ouest par le forum des Halles. On accède au forum des Halles par les escaliers mécaniques et autres passages de la porte Lescot.

## Origine du nom

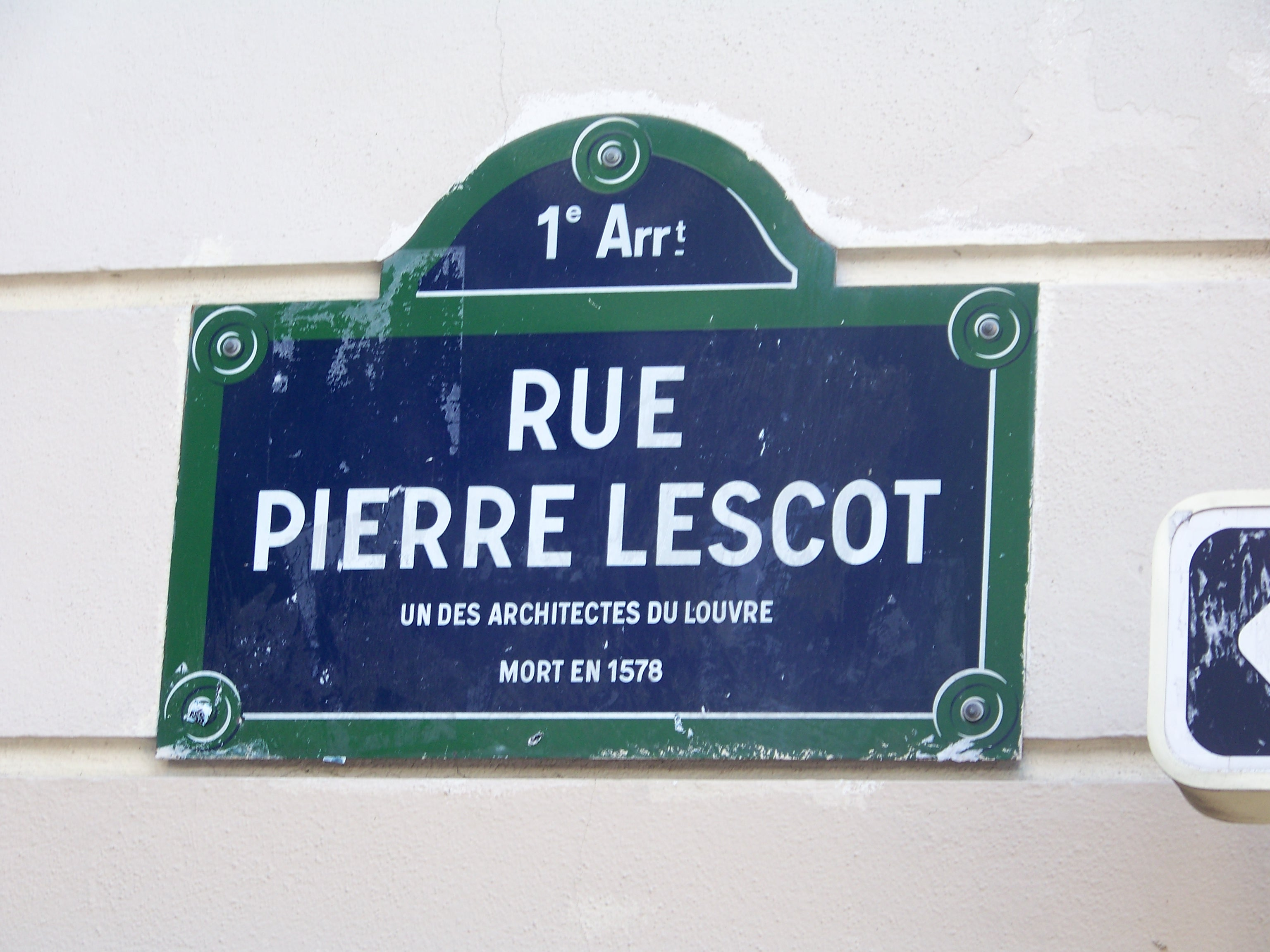
Plaque de rue de la rue Pierre-Lescaut.

Cette rue rend hommage à l'architecte du palais du Louvre Pierre Lescot (1515-1578).

## Historique

### Partie nord ouverte à partir de 1811
Sur sa partie entre la rue du Cygne et la rue Étienne-Marcel, la rue prend la suite de la rue de l'hôpital Saint-Jacques  ouverte dans le domaine de l'ancien Hôpital Saint-Jacques aux pèlerins à la suite de la vente en 1811  par lots de cet ensemble par l'administration des hospices de Paris qui en était propriétaire depuis le rattachement de cette institution aux Enfants-Trouvés en 1781.
Le tronçon entre la rue du Cygne et la rue de la Grande-Truanderie est ouvert à la même époque.

Origine de la partie nord de la rue
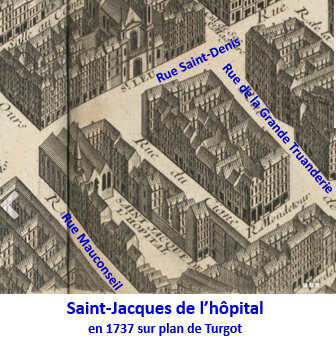
L'hôpital Saint-Jacques aux pèlerins sur plan de Turgot de 1737.
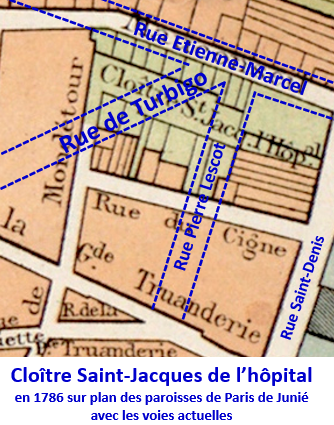
Hôpital Saint-Jacques sur plan Junié de 1786 avec les voies actuelles.
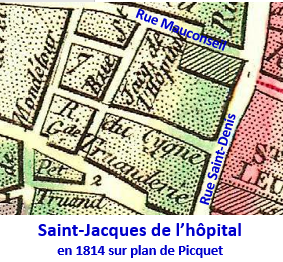
La rue Saint-Jacques de l’hôpital figure sur le plan Picquet de 1814.

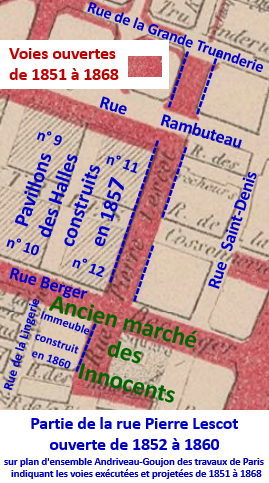
Rue Pierre Lescot Partie ouverte après 1852.

### Partie sud ouverte de 1852 à 1860
Elle est prolongée à partir de 1852 de la rue de la Grande Truanderie à la rue aux Fers (emplacement de l'actuelle rue Berger)  sous le nom de « rue des Halles Centrales ». De la rue Rambuteau à la rue aux Fers (actuelle rue Berger), elle est située à la limite est du quadrilatère exproprié pour la création des nouvelles Halles et longe les pavillons Baltard  ouverts en 1857 no 11 au nord, ventes de poissons et  no 12 au sud, huîtres et fromages, de part et d'autre de la rue Antoine Carême.
Elle est encore prolongée en 1860 de la rue aux Fers (rue Berger) à la rue des Innocents, à travers l'espace du Marché des Innocents lors de sa suppression et de son remplacement  par un square. Un îlot d'immeubles bordant la rue sur le côté ouest du square est alors construit sur une partie de l'ancienne place du Marché des Innocents qui s'étendait avant 1860 de la rue Saint-Denis à la rue de la Lingerie (tronçon de cette rue supprimé dans les années 1970).
Les travaux des années 1970 ayant suivi la démolition des  Halles transférées à Rungis ont amené la construction du Forum des Halles dont une entrée (escaliers mécaniques donnant également accès à la station Châtelet-Les Halles) est située au bord de la rue à l'emplacement de la rue Antoine Carême qui passait entre les pavillons 11 et 12.
Le remplacement du square des Innocents par la place Joachim-du-Bellay, la reconstruction de l'ilot d'immeubles de 1860 en recul de quelques mètres  à l'ouest de l'ancien square entraîne la suppression de la partie de la rue située entre les rues Berger et des Innocents, les adresses des nouveaux immeubles étant indiquées sur cette place et non sur la rue Pierre Lescot. 
Depuis 1865, la rue porte le nom de Pierre Lescot, architecte français du Louvre et de la fontaine des Innocents à proximité, déplacée du centre de l'ancienne place du Marché des Innocents à celui du square moins étendu créé à cette époque.

## Bâtiments remarquables et lieux de mémoire
La rue Pierre-Lescot comporte les édifices remarquables suivants :
- no 9 : immeuble du XIXe siècle. Il porte, sur l'angle, l'enseigne d'un marchand de miel en forme de ruche sculptée. La devanture du rez-de-chaussée date des années 1940 et est recouverte de carreaux en céramique. La devanture et l'enseigne sont inscrits aux monuments historiques en 1984[1] ;
- no 17 : immeuble 1820 avec des sculptures allégoriques en mémoire de l'ancien hôpital Saint-Jacques-aux-Pélerins qui existait à cet emplacement ; ces sculptures représentent un caducée encadré par deux cornes d'abondance.
- no 28 : façade Restauration avec un portail encadré par deux colonnes.

## Pour approfondir